# 対馬市立加志々中学校
対馬市立加志々中学校（つしましりつかししちゅうがっこう, Tsushima City Kashishi Junior High School）は、2011年（平成23年）3月末まで長崎県対馬市豊玉町唐洲（からす）にあった公立中学校。対馬中部、浅茅湾を望む豊玉地区の南西部にあった。略称「加中」（かちゅう）。

## 概要
歴史
1947年（昭和22年）の学制改革の際に旧・奴加岳村立唐洲国民学校の改組によって発足した「奴加岳村立唐洲小学校・中学校（併設校）」を前身とする。1957年（昭和32年）に小学校との併設を解消し、「豊玉村立加志々中学校」に改称した。2011年（平成23年）3月に対馬市の学校規模適正化（統廃合）に伴い、対馬市立豊玉中学校に統合され64年の歴史に幕を下ろした。
校訓
「誠実」
校章
赤い太陽と青い海を背景に校名の「加中」の文字（縦書き）が入っている。
校歌
1960年（昭和35年）に制定。作詞は加志々中学校職員一同、作曲は長嶋曙光による。歌詞は3番まであり、3番に校名の「加志々」が登場する。
旧・校区
住所表記で対馬市豊玉町の後に「貝口、東加藤、水崎、加志々、唐洲、廻」が続く地域。小学校区は対馬市立南小学校。

## 沿革
- 1947年（昭和22年）4月1日 - 学制改革（六・三制の実施）。
  - 旧・奴加岳村立唐洲国民学校の初等科が改組され、奴加岳村立唐洲小学校となる。
  - 旧・奴加岳村立唐洲国民学校の高等科が改組され、「奴加岳村立唐洲中学校」（新制中学校）となり、小学校に併設される。
- 1955年（昭和30年）3月20日 - 仁位村と奴加岳村の合併で豊玉村が発足したことにより、「豊玉村立唐洲中学校」に改称。
- 1957年（昭和32年）
  - 3月14日 - 新校地に校舎、へき地集会所（講堂）、運動場が完成。
  - 4月1日 - 「豊玉村立加志々中学校」に改称。
- 1960年（昭和35年）
  - 3月13日 - 校舎（職員室・2階教室）を増築。
  - 4月 - 校歌・校章・校訓を制定。
- 1962年（昭和37年）4月23日 - 特別教室を増築。
- 1963年（昭和38年）4月20日 - 西側校舎を改修。
- 1964年（昭和39年）- 生徒数が最大数の142名を記録する。
- 1966年（昭和41年）8月15日 - 校門が完成。
- 1967年（昭和42年）2月 - バスケットボールスタンドを設置。
- 1975年（昭和50年）4月 - 町制施行で、「豊玉町立加志々中学校」となる。
- 2004年（平成16年）3月 - 市町村合併で、「対馬市立加志々中学校」（最終名）となる。
- 2009年（平成21年）4月 - 第1・2学年複式学級となる。
- 2010年（平成22年）11月 - 劇団「道化」と共に最後の文化祭を実施。
- 2011年（平成23年）
  - 3月13日 - 閉校式を挙行。（平成22年度 - 生徒数9名）
  - 3月31日 - 対馬市立豊玉中学校[8]に統合され、閉校。

閉校後
- 2012年（平成24年）4月1日 - 対馬市立南小学校が移転し、旧・加志々中学校校舎の使用を開始。
- 2022年（令和4年）3月31日 - 対馬市立南小学校が閉校。

## 学校行事
3学期制
- 文化祭（11月）
  - 「対馬物語カルタ」の制作・商品化・販売を実現した。
  - 人数が少ないながらも、劇団加志々を組織し、近くにある南小学校の発表会に出演したり、図書館での読みかせなど、学校外での活動にも積極的に参加した。
  - 2011年（平成23年）第37回日本ケーブルテレビ大賞番組アワードの最優秀グランプリ（総務大臣賞）に、対馬市CATV指定管理者のコミュニティメディア（長崎市）が加志々中学校の文化祭を撮影し、制作した企画番組「The Last Message～加志々より愛を込めて～」が全国134作品の中から選ばれた[9]。
- 中3保育実習（1月）

## 教育活動
- 対馬名産の若田石硯の制作を行った。
- 総合的な学習の時間の一環で「スズメバチ」の研究を行った。

## 部活動
運動部
- ソフトテニス部 - 県大会ベスト8、九州大会ベスト16の経験を持つ。

## アクセス
最寄りのバス停
- 対馬市営バス 仁位・廻[10]線「加志々」バス停
  - 対馬北部（比田勝港・佐須奈）や対馬南部（厳原港・対馬空港）からは、対馬交通の縦貫線等で「仁位」バス停で下車後、上記のバスに乗り換える。

最寄りの道路
- 長崎県道232号唐崎岬線
  - 対馬北部（比田勝港・佐須奈）から
    - 国道382号で南下。仁位交差点で右折。県道232号線沿い。
    - 長崎県道39号上対馬豊玉線で南下。国道382号と合流するところで左折。「仁位」で右折。県道232号線沿い。

  - 対馬南部（厳原港・対馬空港）から
    - 国道382号を北へ。仁位で左折。県道232号線沿い。

## 周辺
- 対馬市立南小学校
- 水崎郵便局
- 対馬市営渡海船 水崎・加志々乗場。仁位と長崎県対馬病院のある長板浦を結ぶ
- 天狗山（114.7m）
- 浅茅湾

## 参考資料
- 「豊玉町誌」（1992年（平成4年）3月発行, 豊玉町役場）p.799 ～ p.801